# Bandiiradley

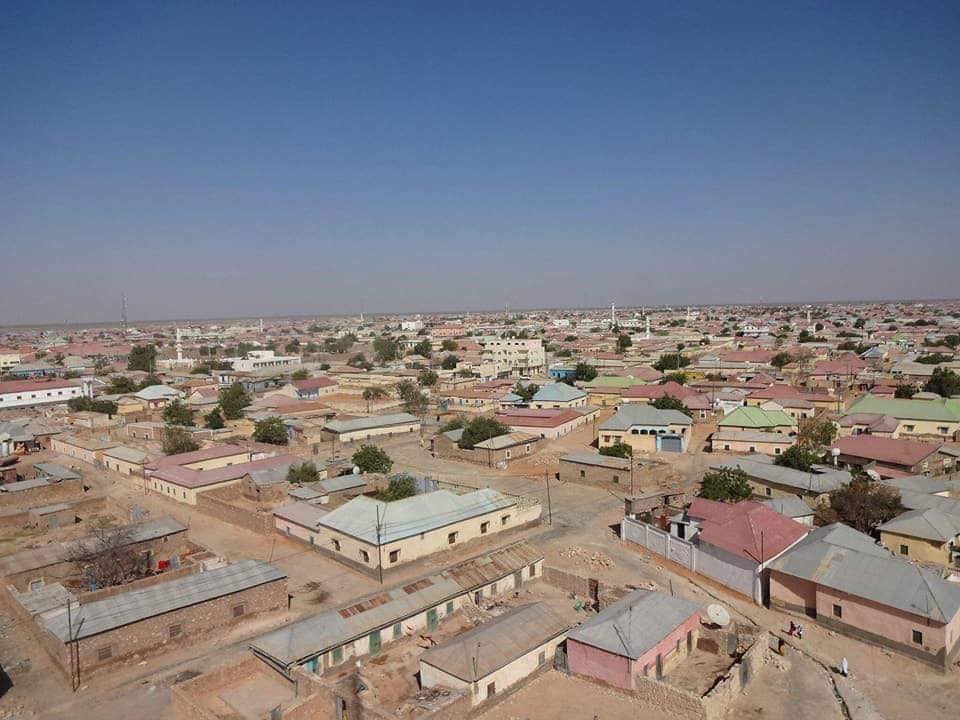
Banderadley, Somalia.

Bandiiradley (Balli Ad ou Balli Cad) é uma mas maiores cidades da região de Mudug, Somália. Atualmente faz parte de Galmudug, um estado auto-proclamado autônomo que surgiu na Somália de 14 de agosto de 2006. Bandiiradley está localizada 70 km a sudoeste da cidade de Gaalkacyo, ao longo da principal  estrada que atravessa a Somália. A cidade possui uma população em torno de 50.000 habitantes (2006).
- Latitude: 6° 28' 60" Norte
- Longitude: 46° 57' 0" Leste
- Altitude: 345 metros